# Jakobskreuz (Buchensteinwand)

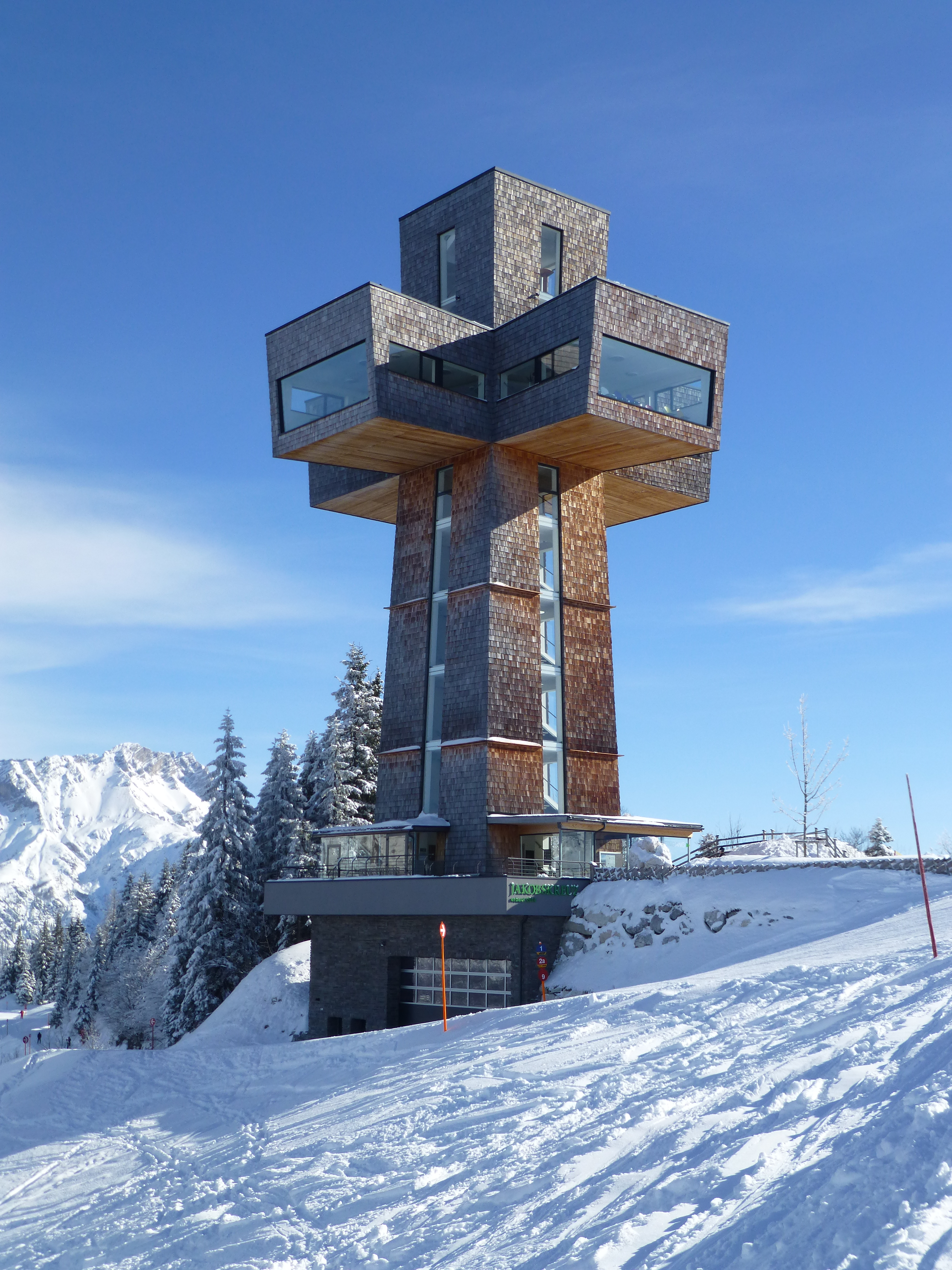
Jakobskreuz auf der Buchensteinwand

Das Jakobskreuz ist ein Aussichtsturm und zugleich ein begehbares Gipfelkreuz auf der Buchensteinwand, einem markanten Berg bei Fieberbrunn im Bezirk Kitzbühel im österreichischen Bundesland Tirol. Der 29,7 m hohe Turm hat die Form eines aufrecht stehenden Doppelkreuzes und wurde im Jahr 2014 von der Bergbahn Pillersee errichtet.

## Geographische Lage
Das Jakobskreuz befindet sich als weithin sichtbare Landmarke und eines der Wahrzeichen des Pillerseetals auf der 1462 m ü. A. hohen Buchensteinwand, einem im Südosten des Kirchbergstocks gelegenen Berg, der wegen seiner exponierten Lage auch Der Aussichtsberg im Pillerseetal genannt wird. Das Jakobskreuz steht westlich des Gipfels etwas oberhalb des Alpengasthofs Buchensteinwand auf einer Höhe von 1451 m ü. A. im Gemeindegebiet von St. Jakob in Haus. Es ist über verschiedene Wanderwege oder mit der Bergbahn Pillersee erreichbar, die den Berg von Norden erschließt.

## Beschreibung
Die Errichtung des Jakobskreuzes geht auf die Initiative von drei engagierten Gründervätern aus der Region zurück, die mit Bezug auf den im Pillerseetal verlaufenden Jakobsweg dieses Projekt maßgeblich vorantrieben. Das Bauwerk ist eine Stahlfachwerkkonstruktion mit vier oberirdischen Ebenen und zwei Untergeschoßen, deren Wände innen mit weiß eingelassenen Wandplatten und außen mit Holzschindeln verkleidet sind. Der Zugang erfolgt von der Westseite durch einen verglasten Anbau mit einem Drehkreuz. Das Jakobskreuz verfügt über einen mittig eingebauten Personenaufzug, mit dem man barrierefrei vom Erdgeschoß zu den Untergeschoßen und bis zur Ebene 2 gelangt. Um den Aufzugsschacht ist eine linksläufige Treppenanlage mit insgesamt 159 durchnummerierten Stufen angelegt, die über mehrere Zwischenpodeste bis hinauf zur obersten Plattform auf dem Kopf des Jakobskreuzes führt.
Nach jeweils 9 + 8 Stufen, die an der Süd- und Ostseite des Aufzugsschachtes liegen, folgt ein L-förmiger Flur entlang der Nordseite zur Westseite und dort zu den nächst folgenden Treppenstufen. So sind sechs Umläufe um den Aufzugsschacht nötig, um zur 2. Ebene auf 18,5 m Höhe zu gelangen, an der in den Armen des Kreuzes vier etwa 33 m² große Aussichts- und Ausstellungsräume liegen. Diese sind beheizbar, haben jeweils seitlich zwei Fensterleisten und stirnseitig eine großflächige Verglasung. Sie werden für unterschiedliche Anlässe genutzt. Jeder Raum bietet einen 240° breiten Sektor des Rundumblicks auf die Bergwelt.
Auf ihren Dachflächen (3. Ebene) befinden sich auf 21,4 m Höhe Aussichtsplattformen, die nach ihrer Ausrichtung die Namen Pillersee, Stoaberg, Großglockner und Kitzbüheler Horn tragen. Auf ihnen ist jeweils ein Fernrohr montiert, in dem die gerade angepeilten Sichtziele namentlich gekennzeichnet werden. Der weitere Treppenaufgang bis zur obersten Plattform führt über ein Zwischenpodest zu einer Glastür und anschließend über die letzten 16 Stufen ins Freie. Die obere Panoramaplattform liegt auf 28,6 m Höhe an der 4. Ebene entsprechend rund 1480 m ü. A. und bietet ebenfalls ein Fernrohr.
Seit Oktober 2020 befindet sich im Sockel des Aussichtsturms die Antonius-Kapelle.
Von der Eingangsebene des Jakobskreuzes führt in einem nordseitig auf einer Terrasse angebauten Glasvorbau ein Treppenabgang zum 1. Untergeschoß, in dem sich Sanitäranlagen befinden. Im 2. Untergeschoß, das bedingt durch die Hangneigung an der Nordseite ebenerdig zugänglich ist, befindet sich ein Lagerraum.

## Aussichtsmöglichkeit
Vom Jakobskreuz fällt der Blick nach Norden ins Pillerseetal, nach Nordosten auf die Loferer Steinberge und nach Osten auf die Leoganger Steinberge. Im Südosten ist Hochfilzen zu sehen, im Süden Fieberbrunn und die Berge um das Skigebiet von Saalbach-Hinterglemm. In der Ferne ist bei guter Sicht der Alpenhauptkamm mit Großvenediger, Kitzsteinhorn und Großglockner zu erkennen. Im Südwesten liegen die Kitzbühler Alpen, im Westen das Kitzbüheler Horn bei St. Johann in Tirol und weiter entfernt im Westnordwesten das Kaisergebirge. Im Kopf des Kreuzes befindet sich in der Ebene oberhalb der vier Aussichtsplattformen ein Gipfelbuch.

## Galerie

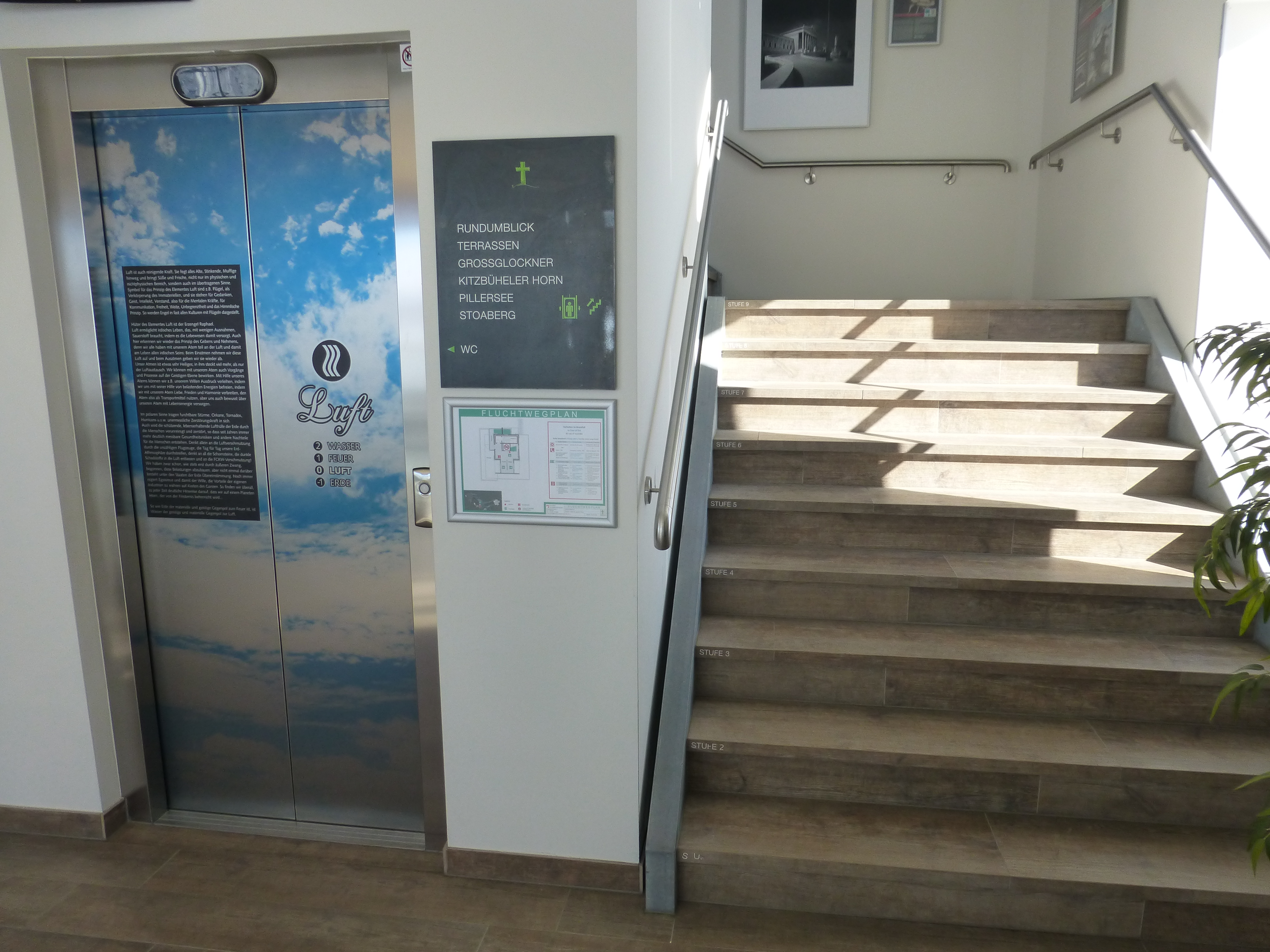
Erdgeschoß mit Aufzug und Treppenaufgang
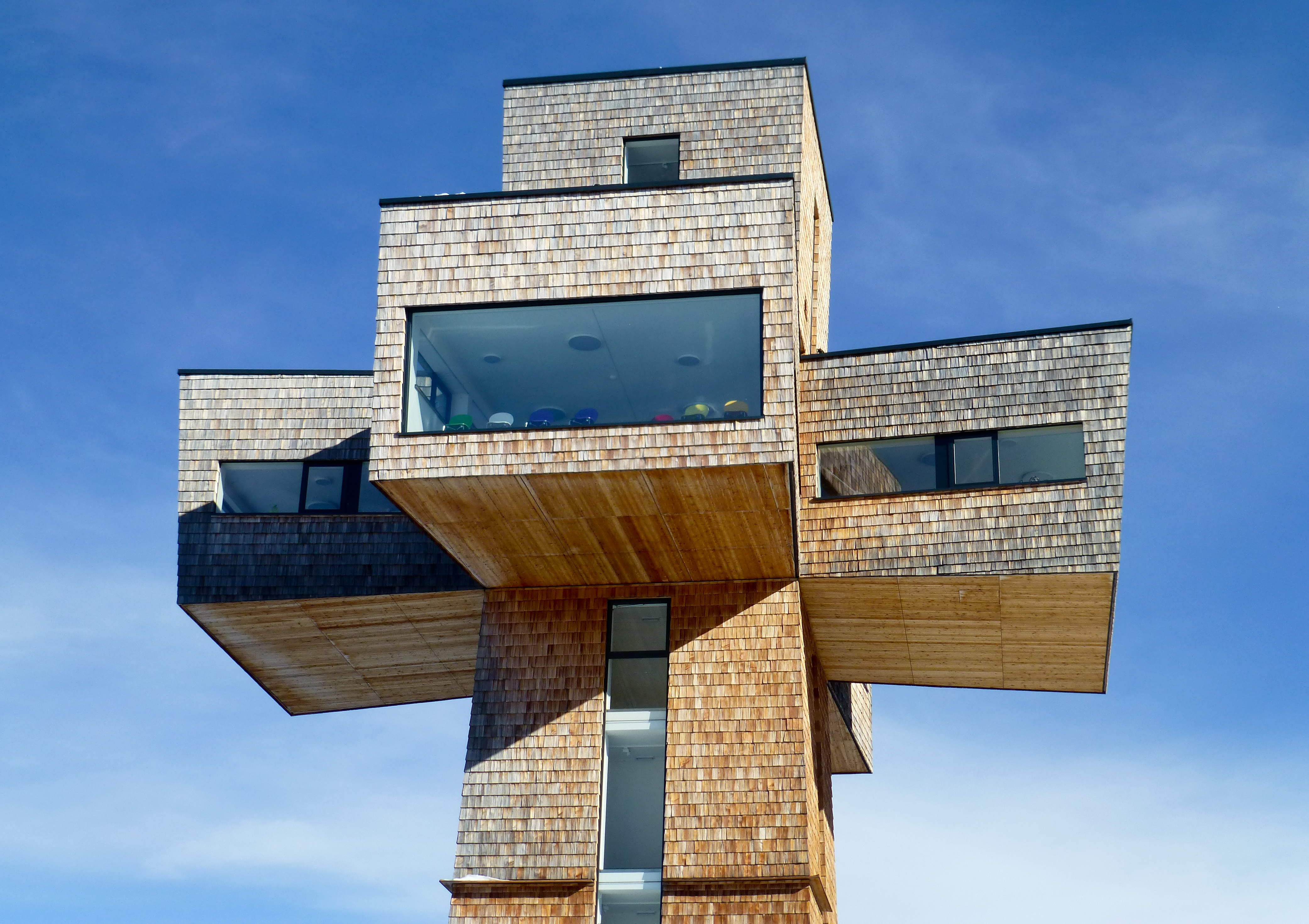
Die Aussichts- und Ausstellungsräume der 2. Ebene
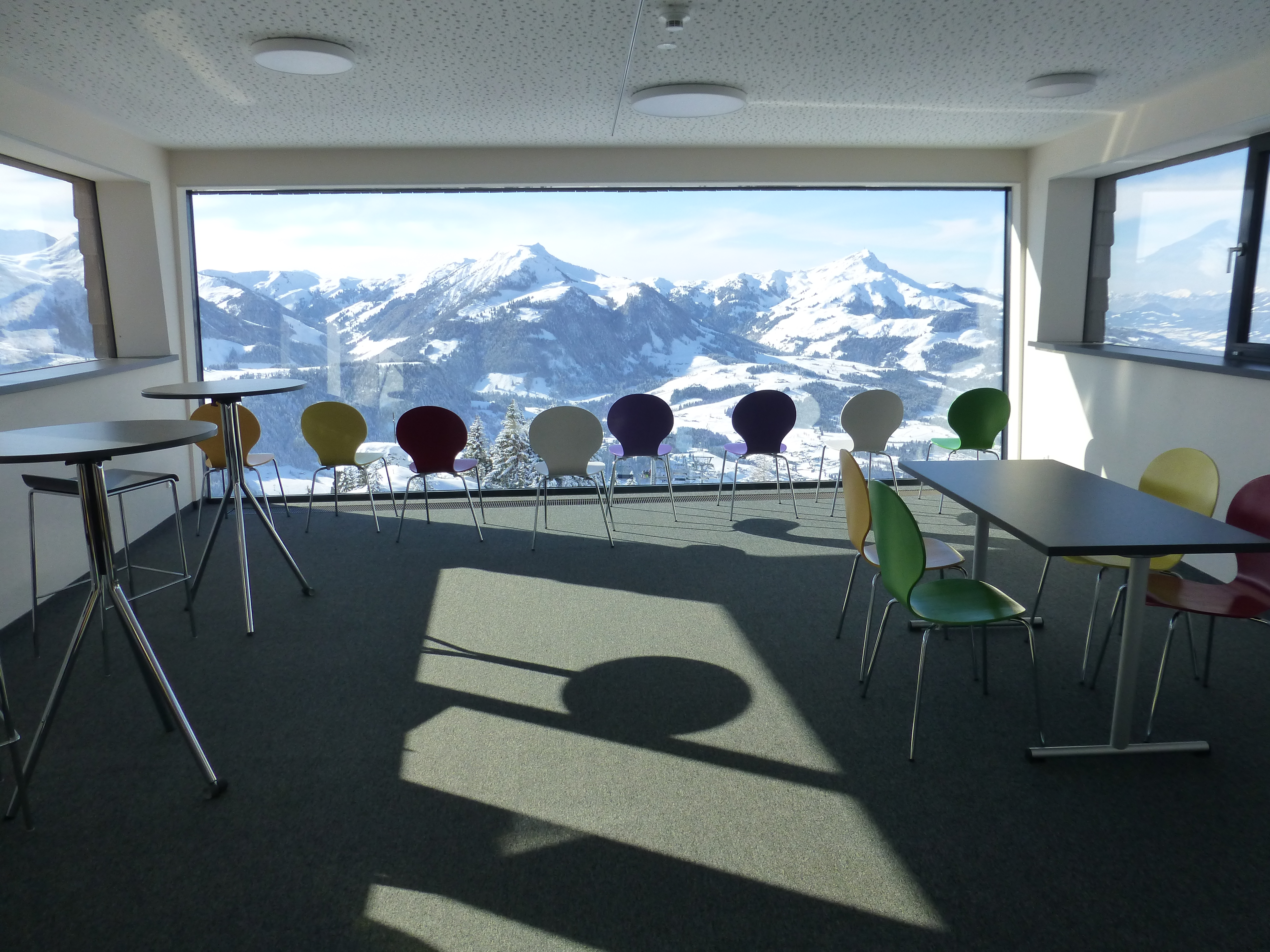
Aussichtsraum mit Blick zum Kitzbüheler Horn
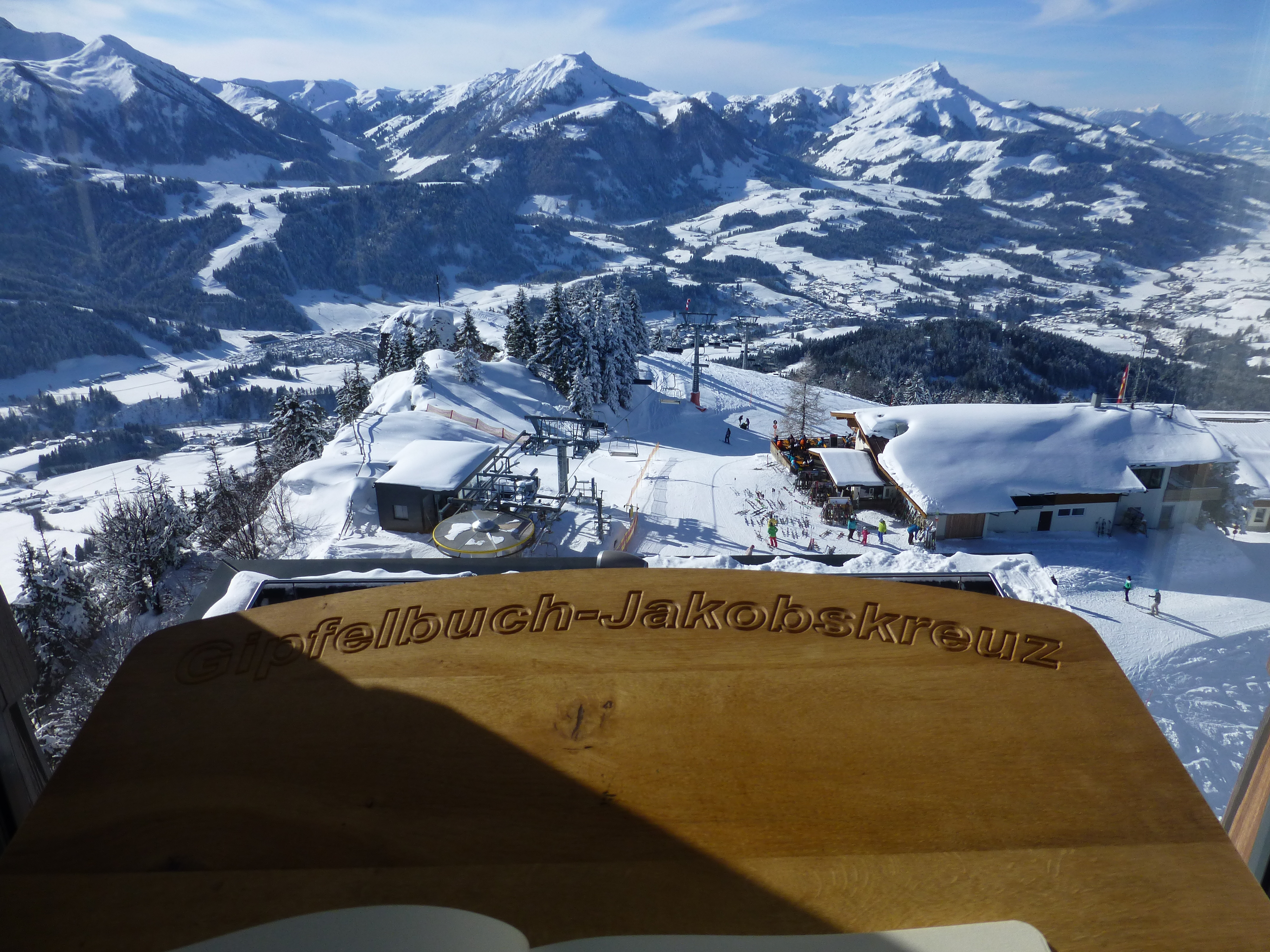
Aussicht am Pult mit dem Gipfelbuch zu den Kitzbüheler Alpen
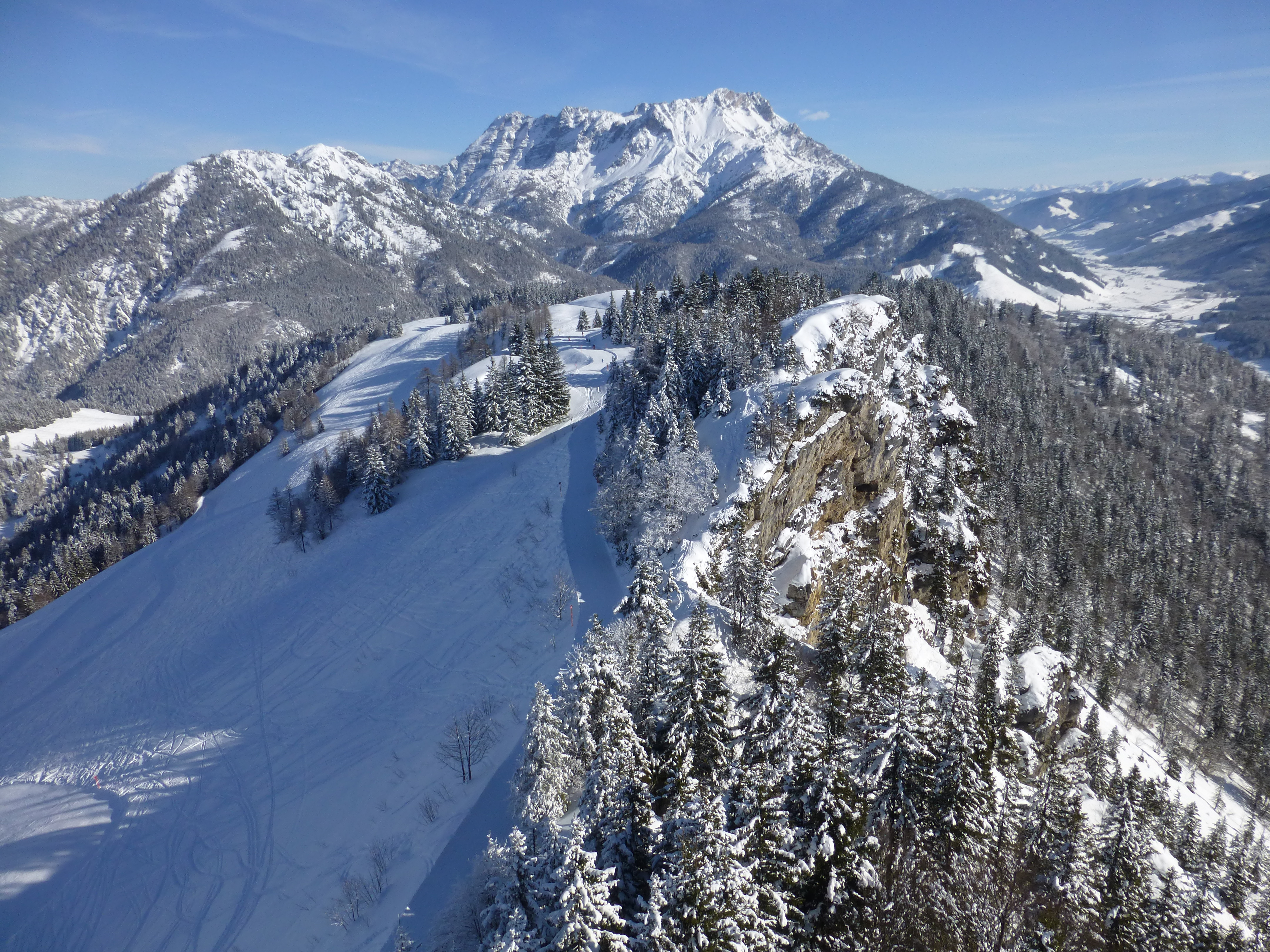
Blick zu den Leoganger Steinbergen